# Eggdrop
Eggdrop – bot IRC-owy rozpowszechniany na zasadach GNU GPL. Został napisany przez Robeya Pointera w grudniu 1993 roku na użytek wojny IRC prowadzonej na kanale #gayteen, a następnie rozwijany przez Eggheads.org.
Eggdrop bardzo szybko stał się popularny i utworzone z Eggdropów botnety można było spotkać pod koniec lat 90. XX w. na większości dużych kanałów w IRCnecie, EFnecie i innych sieciach nieposiadających serwisu rejestrowania kanałów.
W celu ułatwienia konfiguracji Eggdropa, powstały gotowe pliki konfiguracyjne, a w celu zwiększenia jego możliwości – skrypty tcl oraz moduły. Użycie tego samego pliku konfiguracyjnego we wszystkich Eggdropach nadzorujących dany kanał gwarantowało, że nie robił się na nim bałagan, polegający na przypadkowo zaczętych „bitwach” między botami, wynikających z niezgodności konfiguracji, a w szczególności z różnic w tzw. userlistach (zawierających listę praw poszczególnych użytkowników i botów). Userlista oraz pliki konfiguracyjne były utrzymywane w tajemnicy, aby utrudnić konkurencji przejęcie kanału.
Wydawanie poleceń Eggdropowi może następować na kilka sposobów: poprzez tzw. „party-line”, czyli dzięki połączeniu się przez telnet do serwera, na którym uruchomiony jest bot, pod odpowiednim portem, poprzez DCC CHAT lub ewentualnie przez zwykły CHAT.

## Właściwości
- Najstarszy bot IRC-owy, który jest wciąż rozwijany,
- Działa na systemach GNU/Linux, *BSD, Solaris, Microsoft Windows, OS X i innych,
- Rozszerzanie możliwości za pomocą skryptów w tcl i modułów w C,
- Wiele gotowych skryptów i modułów rozszerzających możliwości bota o dodatkowe funkcje,
- Przystosowany do pięciu największych sieci (Undernet, DALnet, EFnet, IRCnet i QuakeNet),
- Możliwość tworzenia sieci botów i współdzielenia informacji o użytkownikach,
- Kod źródłowy jest udostępniony na licencji GPL.